# Tina Aumont
Tina Aumont, all'anagrafe Marie Christine Aumont (Los Angeles, 14 febbraio 1946 – Port-Vendres, 28 ottobre 2006), è stata un'attrice statunitense.

## Biografia
Nacque a Hollywood, celeberrimo distretto di Los Angeles (California), il 14 febbraio 1946, figlia di Jean-Pierre Aumont, attore francese di origine ebraico-olandese, e dell'attrice dominicana María Montez. Dopo un'infanzia e un'adolescenza difficili, anche per la prematura scomparsa della madre, si sposò nel 1963 con l'attore francese Christian Marquand, dal quale divorziò nel 1965.
Debuttò al cinema nel 1966 con il nome di Tina Marquand in Modesty Blaise - La bellissima che uccide di Joseph Losey. Nello stesso anno recitò in La calda preda di Roger Vadim, ed entrò in contatto con il cinema italiano, nell'ambito del quale avrà modo di intraprendere una lunga carriera: il suo primo ruolo fu quello di una delle amanti di Alberto Sordi in Scusi, lei è favorevole o contrario? (1966). Due anni più tardi recitò per Bernardo Bertolucci in Partner (1968).
Bella, con grandi occhi e labbra seducenti, negli anni successivi il cinema italiano le offrì numerose parti di donna di facili costumi, dall'erotismo malizioso e ribelle: interpretò la maga Circe nel Satyricon (1969) di Gian Luigi Polidoro, fu una delle conquiste di Giacomo Casanova in Infanzia, vocazione e prime esperienze di Giacomo Casanova, veneziano (1969) di Luigi Comencini e interpretò il ruolo dell'attrice americana amante di Vittorio Gassman ne L'alibi (1969). Impersonò un'amante poco rassicurante in Metello (1970) di Mauro Bolognini e venne scelta in due differenti occasioni da Tinto Brass, prima ne L'urlo (1968) e successivamente per Salon Kitty (1976).
Nel 1975 interpretò il ruolo dell'adultera ne Il Messia di Roberto Rossellini e, nello stesso anno, quello di Henriette, giovane ragazza che fa (nuovamente) perdere la testa a Giacomo Casanova nel Casanova di Federico Fellini. È forse questo il ruolo per il quale Tina Aumont è principalmente nota al pubblico italiano. Negli anni ottanta e novanta recitò per film minori e serie televisive francesi, ma con scarsa fortuna. 

### Vita privata e morte
Negli ultimi anni di vita si era trasferita in Francia, nella regione dei Pirenei Orientali, dove morì nel 2006, all'età di 60 anni, per un'embolia polmonare. Riposa a Parigi nel cimitero di Montparnasse, accanto alla madre.

## Filmografia

Tina Aumont in Scusi, lei è favorevole o contrario? (1966)

### Cinema
- Modesty Blaise - La bellissima che uccide (Modesty Blaise), regia di Joseph Losey (1966)
- La calda preda (La curée), regia di Roger Vadim (1966)
- Texas oltre il fiume (Texas Across the River), regia di Michael Gordon (1966)
- Scusi, lei è favorevole o contrario?, regia di Alberto Sordi (1966)
- Troppo per vivere... poco per morire, regia di Michele Lupo (1967)
- L'uomo, l'orgoglio, la vendetta, regia di Luigi Bazzoni (1967)
- Visa de Censure nºX, regia di Pierre Clémenti - cortometraggio (1967) - non accreditata
- Partner, regia di Bernardo Bertolucci (1968)
- La Révolution n'est qu'un début. Continuons le combat, regia di Pierre Clémenti - cortometraggio (1968)
- L'urlo, regia di Tinto Brass (1968)
- L'alibi, regia di Adolfo Celi, Vittorio Gassman, Luciano Lucignani (1969)
- Satyricon, regia di Gian Luigi Polidoro (1969)
- Le Lit de la vierge, regia di Philippe Garrel (1969)
- Infanzia, vocazione e prime esperienze di Giacomo Casanova, veneziano, regia di Luigi Comencini (1969)
- Positano, regia di Pierre Clémenti - cortometraggio (1969)
- Come ti chiami, amore mio?, regia di Umberto Silva (1970)
- Metello, regia di Mauro Bolognini (1970)
- Corbari, regia di Valentino Orsini (1970)
- Necropolis, regia di Franco Brocani (1970)
- Il sergente Klems, regia di Sergio Grieco (1971)
- Bianco, rosso e..., regia di Alberto Lattuada (1972)
- Arcana, regia di Giulio Questi (1972)
- Racconti proibiti... di niente vestiti, regia di Brunello Rondi (1972)
- La Révolte des désespoirs, regia di Pierre-Richard Bré - cortometraggio (1972)
- I corpi presentano tracce di violenza carnale, regia di Sergio Martino (1973)
- Malizia, regia di Salvatore Samperi (1973)
- Storia de fratelli e de cortelli, regia di Mario Amendola (1973)
- Blu Gang - E vissero per sempre felici e ammazzati, regia di Luigi Bazzoni (1973)
- Fatti di gente perbene, regia di Mauro Bolognini (1974)
- Il trafficone, regia di Bruno Corbucci (1974)
- Les Hautes solitudes, regia di Philippe Garrel (1974)
- Divina creatura, regia di Giuseppe Patroni Griffi (1975) - non accreditata
- Il Messia, regia di Roberto Rossellini (1975)
- Salon Kitty, regia di Tinto Brass (1975)
- Il patto con il diavolo (Lifespan), regia di Sandy Whitelaw (1976)
- La principessa nuda, regia di Cesare Canevari (1976)
- Cadaveri eccellenti, regia di Francesco Rosi (1976)
- Giovannino, regia di Paolo Nuzzi (1976)
- Nina (A Matter of Time), regia di Vincente Minnelli (1976)
- Il Casanova di Federico Fellini, regia di Federico Fellini (1976)
- Un cuore semplice, regia di Giorgio Ferrara (1977)
- Holocaust 2 - I ricordi, i deliri, la vendetta, regia di Angelo Pannacciò (1980)
- La Bande du Rex, regia di Jean-Henri Meunier (1980)
- Rebelote, regia di Jacques Richard (1984)
- Les Frères Pétard, regia di Hervé Palud (1986)
- ZEN - Zona Espansione Nord, regia di Gian Vittorio Baldi (1988)
- Sale comme un ange, regia di Catherine Breillat (1991)
- Dinosaur from the Deep, regia di Norbert Moutier (1993)
- Les Deux orphelines vampires, regia di Jean Rollin (1997)
- Marquis de Slime, regia di Quelou Parente - cortometraggio (1997)
- Episodio Giulia, di Corti circuiti erotici, regia di Roy Stuart (1999)
- La Mécanique des femmes, regia di Jérôme de Missolz (2000)

### Televisione
- Portami al Ritz (Emmenez-moi au Ritz), regia di Pierre Grimblat – film TV (1977)
- Il passatore, regia di Piero Nelli – miniserie TV, 2 puntate (1977-1978)
- L'uomo difficile, regia di Giancarlo Cobelli – film TV (1978)
- I problemi di Don Isidro – serie TV, episodio 1x04 (1978)
- Les enquêtes du commissaire Maigret – serie TV, episodio Le voleur de Maigret (1982)
- Victoire, ou la douleur des femmes, regia di Nadine Trintignant – miniserie TV (2000)

### Documentari
- Home Movie, autour du Lit de la vierge, regia di Frédéric Pardo (1968)
- La Deuxième femme, regia di Pierre Clémenti (1978)
- Cinématon, regia di Gérard Courant (1984)
- Cinéma, de notre temps, regia di Françoise Etchegaray (1988)
- Nico Icon, regia di Susanne Ofteringer (1995)
- Jean-Pierre Aumont, charme et fou-rires, regia di Patty Villiers (1999)
- Alain Pacadis, un héros in, regia di Grégory Hervelin, Vladimir Tybin (2003)

## Doppiatrici italiane
- Vittoria Febbi in La calda preda, Texas oltre il fiume, Storia de fratelli e de cortelli, I corpi presentano tracce di violenza carnale, Il sergente Klems, Racconti proibiti... di niente vestiti
- Maria Pia Di Meo in Troppo per vivere... poco per morire, Metello
- Mariangela Melato in L'urlo
- Mirella Pace in Infanzia, vocazione e prime esperienze di Giacomo Casanova, veneziano
- Rita Savagnone in Malizia